# 帕诺奥尔
帕诺奥尔（Panoor），是印度喀拉拉邦Kannur县的一个城镇。总人口16288（2001年）。

## 人口
该地2001年总人口16288人，其中男性7433人，女性8855人；0—6岁人口2028人，其中男1039人，女989人；识字率81.71%，其中男性为83.12%，女性为80.53%。